# Општина Илишешти (Сучава)
Илишешти (рум. Ilişeşti) општина је у Румунији у округу Сучава.
Oпштина се налази на надморској висини од 398 m.